# Sigmodon fulviventer
Sigmodon fulviventer is een zoogdier uit de familie van de Cricetidae. De wetenschappelijke naam van de soort werd voor het eerst geldig gepubliceerd door J.A. Allen in 1889.

## Voorkomen
De soort komt voor in Mexico en de Verenigde Staten.